# Gheszlagh-e Talchab
Gheszlagh-e Talchab – wieś w Iranie, w ostanie Azerbejdżan Zachodni, w szahrestanie Mijandoab. W 2006 roku liczyła 250 mieszkańców.